# IT-laget
IT-laget (engelska: The I-Team) är en grupp av barn som förekommer i Kalle Ankas universum. IT-laget löser bl.a. mysterier och vinner tävlingar med hjälp av internet. Medlemmarna går alla på samma skola, Ankeborgs grundskola.
"IT" i namnet står, gruppens verksamhet till trots, inte för "informationsteknik" utan för "Inga Torrbollar".
Det första avsnittet - I vinnande laget (The I-Team), där gruppen bildas - gick i Kalle Anka & C:o nummer 40/1999, och sedan dess har serien återkommit med en handfull äventyr varje år. För manuset svarar engelsmannen Paul Halas och tecknar gör spanjoren José Maria Millet Lopez, som tidigare bl.a. varit huvudtecknare för den danska disneyserieproducenten Egmont Creatives DuckTales-produktion.

## Gruppmedlemmar
- Knatte, Fnatte och Tjatte Anka
- Elof "Loffe" (orig. Mack - jämför Macintosh) - föräldralös kille som bor hos sin farbror Wilburt, pensionerad pilot. Är i början, till skillnad från resten av gänget, inte van vid datorer.
- Pia-Clara "P-C" (P.C. - jämför PC) - konstnärlig tjej, dotter till en serietecknare.
- Jakob (Benny) - gruppens främsta datorsnille. Avskyr sport, vilket gör det svårt när hans mamma vill att han ska motionera mera.
- B.I.P. - förkortning för "Begränsat Intelligent Program" (C.L.I.N.T.; Computer Limited Intelligence Nutty Technocrat) - IT-lagets AI-dator, skapad av Jakob och god vän med Oppfinnar-Jockes Medhjälpare.